# M83 (밴드)
M83은 안토니 곤잘레즈와 니콜라스 프로마구아가 2001년 프랑스의 앙티브에서 결성한 전자 음악/슈게이징 밴드이다.

## 디스코그래피
- 2001 M83
- 2003 Dead Cities, Red Seas & Lost Ghosts
- 2005 Before the Dawn Heals Us
- 2007 Digital Shades Vol. 1
- 2008 Saturdays = Youth
- 2011 Hurry Up, We're Dreaming
- 2016 Junk
- 2019 DSVII